# Nordische Skispiele der OPA 2008
Die 23. Nordischen Skispiele der OPA 2008 (auch OPA Games 2008) fanden am 1. und 2. März 2008 im französischen Bois-d’Amont statt. Die Wettbewerbe in den Ski-Nordisch-Sportarten Skilanglauf, Skispringen und Nordische Kombination wurden im Stade nordique des Tuffes ausgetragen, das die Skisprungschanze Les Tuffes sowie eine Laufstrecke beinhaltet.

## Medaillenspiegel
| Platz | Land        | Gold | Silber | Bronze | Gesamt |
| ----- | ----------- | ---- | ------ | ------ | ------ |
| 1.    | Deutschland | 9    | 5      | 7      | 21     |
| 2.    | Österreich  | 3    | 1      | 2      | 06     |
| 3.    | Schweiz     | 1    | 3      | 1      | 05     |
| 4.    | Slowenien   | 0    | 3      | 1      | 04     |
| 5.    | Italien     | 0    | 2      | 1      | 03     |
| 6.    | Frankreich  | 0    | 0      | 1      | 01     |

## Gesamtwertung
Den Wanderpokal gewann Deutschland vor Österreich und der Schweiz.
| Platz | Land        | Skispringen | Skispringen | Skispringen | Skispringen | Nordische Kombination | Nordische Kombination | Nordische Kombination | Langlauf | Langlauf | Langlauf | Langlauf | Langlauf | Langlauf | Gesamt- wertung |
| ----- | ----------- | ----------- | ----------- | ----------- | ----------- | --------------------- | --------------------- | --------------------- | -------- | -------- | -------- | -------- | -------- | -------- | --------------- |
|       |             | S15 m       | J16/17 m    | Team        | 15-17 w     | S15                   | J16/J17               | Team                  | S15 m    | J16 m    | S15 w    | J16 w    | Team m   | Team w   |                 |
| 1     | Deutschland | 14          | 33          | 29          | 15          | 35                    | 45                    | 25                    | 45       | 45       | 19       | 40       | 25       | 25       | 395             |
| 2     | Österreich  | 40          | 17          | 8           | 25          | 36                    | 11                    | 20                    | 2        | 15       | 19       | 2        | 15       | 11       | 221             |
| 3     | Schweiz     | 5           | 22          | –           | 11          | 5                     | 0                     | 8                     | 23       | 23       | 45       | 14       | 20       | 15       | 191             |
| 4     | Slowenien   | 24          | 19          | 8           | 20          | 5                     | 7                     | 6                     | 7        | 7        | 6        | 21       | 8        | 6        | 144             |
| 5     | Frankreich  | 11          | 1           | 18          | 8           | 14                    | 15                    | 15                    | 14       | 5        | 5        | 7        | 11       | 8        | 132             |
| 6     | Italien     | 1           | 3           | 31          | 6           | 0                     | 17                    | 11                    | 4        | 0        | 1        | 17       | 6        | 20       | 117             |
| 7     | Spanien     |             |             |             |             |                       |                       |                       |          | 0        |          | 0        | 4        | 4        | 008             |

## Langlauf Frauen

### Schülerinnen (5 km)
| Platz | Sportlerin              | Land | Zeit        |
| ----- | ----------------------- | ---- | ----------- |
| 01.   | Nathalie von Siebenthal | SUI  | 16:15,5 min |
| 02.   | Elena Luthi             | SUI  | 16:26,0 min |
| 03.   | Anna Daudert            | GER  | 16:40,1 min |
| 04.   | Teresa Stadlober        | AUT  | 16:43,0 min |
| 05.   | Nathalie Schwarz        | AUT  | 16:46,1 min |
| 06.   | Nika Razinger           | SLO  | 16:47,9 min |
|       | Franziska Trütsch       | SUI  | 16:47,9 min |
| 08.   | Eva Wolf                | GER  | 16:52,2 min |
| 09.   | Colin Varcin            | FRA  | 17:01,4 min |
| 10.   | Anna-Lena Heynen        | GER  | 17:08,9 min |

Datum: 1. März 2008

Nachdem 23 Schülerinnen an den Start gegangen waren, kamen nur 22 von ihnen in die Wertung, da Sandra Bader aufgegeben hatte.

### Juniorinnen (5 km)
| Platz | Sportlerin        | Land | Zeit        |
| ----- | ----------------- | ---- | ----------- |
| 01.   | Sarah Wagner      | GER  | 16:21,9 min |
| 02.   | Anja Eržen        | SLO  | 16:42,8 min |
| 03.   | Theresa Eichhorn  | GER  | 16:49,3 min |
| 04.   | Greta Laurent     | ITA  | 16:58,0 min |
| 05.   | Claudia Rogantini | SUI  | 17:17,4 min |
| 06.   | Verena Achatz     | GER  | 17:18,3 min |
| 07.   | Marta Dotto       | ITA  | 17:19,5 min |
| 08.   | Vanessa Hinz      | GER  | 17:21,8 min |
| 09.   | Helene Jacob      | GER  | 17:28,9 min |
| 10.   | Manon Contin      | FRA  | 17:29,8 min |

Datum: 1. März 2008

Es waren 32 Athletinnen gemeldet, jedoch kamen nur 31 in die Wertung, da Eva Sever Rus nicht an den Start ging.

### Team (3 × 3,3 km)
| Platz | Sportlerinnen                                         | Land  | Laufzeiten                       | Gesamtzeit  |
| ----- | ----------------------------------------------------- | ----- | -------------------------------- | ----------- |
| 01.   | Theresa Eichhorn Verena Achatz Sarah Wagner           | GER I | 9:08,8 min 9:02,9 min 9:04,3 min | 27:16,0 min |
| 02.   | Valentina Dalmasso Marta Dotto Greta Laurent          | ITA   | 9:05,1 min 9:15,6 min 9:04,8 min | 27:25,5 min |
| 03.   | Lucija Stanišić Claudia Rogantini Christa Jäger       | SUI I | 9:14,7 min 9:03,2 min 9:15,0 min | 27:32,9 min |
| 04.   | Nathalie Schwarz Teresa Stadlober Veronika Mayerhofer | AUT I | 9:13,5 min 9:03,2 min 9:17,0 min | 27:33,8 min |
| 05.   | Manon Contin Sigrid Montigny Silea Bertrand           | FRA I | 9:11,0 min 9:09,3 min 9:14,1 min | 27:34,4 min |

Datum: 2. März 2008

Es waren 17 Teams am Start, die alle in die Wertung kamen.

## Langlauf Männer

### Schüler (5 km)
| Platz | Sportler             | Land | Zeit        |
| ----- | -------------------- | ---- | ----------- |
| 01.   | Luca Winkler         | GER  | 14:59,6 min |
| 02.   | Andi Netzsch         | GER  | 15:09,9 min |
| 03.   | Lennart Metz         | GER  | 15:13,4 min |
| 04.   | Benjamin Waidelich   | GER  | 15:15,9 min |
| 05.   | Yannick Cerutti      | SUI  | 15:16,3 min |
| 06.   | Robin Pasteur        | FRA  | 15:19,0 min |
| 07.   | Linard Kindschi      | SUI  | 15:20,2 min |
| 08.   | Aljaž Praznik        | SLO  | 15:29,5 min |
| 09.   | Francesco De Fabiani | ITA  | 15:29,9 min |
| 10.   | Nicolas Viéville     | FRA  | 15:33,3 min |

Datum: 1. März 2008

Es waren 23 Schüler am Start, die alle gewertet wurden.

### Junioren (7,5 km)
| Platz | Sportler            | Land | Zeit        |
| ----- | ------------------- | ---- | ----------- |
| 01.   | Florian Eberspacher | GER  | 21:46,1 min |
| 02.   | Florian Notz        | GER  | 22:43,0 min |
| 03.   | Jonas Löffler       | GER  | 23:02,8 min |
| 04.   | Erwan Käser         | SUI  | 23:06,7 min |
| 05.   | Max Hauke           | AUT  | 23:08,9 min |
|       | Samson Schaierer    | GER  | 23:08,9 min |
| 07.   | Fabian Schaad       | SUI  | 23:18,1 min |
| 08.   | Matjaž Gorjanc      | SLO  | 23:38,5 min |
| 09.   | Andri Vontobel      | SUI  | 23:44,0 min |
| 10.   | Dominik Baldauf     | AUT  | 23:49,7 min |

Datum: 1. März 2008

Es waren 32 Junioren am Start, jedoch kamen nach zwei Aufgaben nur 30 in die Wertung.

### Team (3 × 3,3 km)
| Platz | Sportler                                         | Land   | Laufzeiten                       | Gesamtzeit  |
| ----- | ------------------------------------------------ | ------ | -------------------------------- | ----------- |
| 01.   | Jonas Löffler Florian Notz Florian Eberspacher   | GER I  | 7:58,5 min 8:02,2 min 8:10,9 min | 24:11,6 min |
| 02.   | Erwan Käser Fabian Schaad Andri Vontobel         | SUI I  | 8:07,4 min 8:10,8 min 8:39,1 min | 24:57,4 min |
| 03.   | Samson Schairer Kristian Heinz Eric Neudert      | GER II | 7:57,9 min 8:24,7 min 8:54,2 min | 25:16,9 min |
| 04.   | Dominik Baldauf Veit Wutscher Max Hauke          | AUT I  | 8:29,3 min 8:26,5 min 8:28,4 min | 25:24,2 min |
| 05.   | Adrien Backscheider Jeremy Vinello Charly Verney | FRA I  | 8:21,6 min 8:40,3 min 8:23,9 min | 25:25,8 min |

Datum: 2. März 2008

Es waren 18 Teams am Start.

## Nordische Kombination

### Schüler (5km)
| Platz | Sportler            | Land | Sprungpunkte | Laufzeit    | Rückstand   |
| ----- | ------------------- | ---- | ------------ | ----------- | ----------- |
| 01.   | Matthias Hochegger  | AUT  | 198,0        | 16:08,2 min | 16:22,2 min |
| 02.   | Michael Schuller    | GER  | 184,5        | 15:54,8 min | +0:40,6     |
| 03.   | Manuel Faißt        | GER  | 187,0        | 16:05,2 min | +0:41,0     |
| 04.   | Franz-Josef Rehrl   | AUT  | 192,5        | 17:26,2 min | +1:40,0     |
| 05.   | Tobias Haug         | GER  | 199,0        | 17:56,4 min | +1:44,2     |
| 06.   | Ronan Lamy Chappuis | FRA  | 201,5        | 18:17,8 min | +1:55,6     |
| 07.   | Stephan Bätz        | GER  | 167,0        | 16:26,9 min | +2:22,7     |
| 08.   | David Pommer        | AUT  | 167,5        | 16:36,0 min | +2:29,8     |
| 09.   | Kevin Zotter        | AUT  | 184,0        | 18:07,3 min | +2:55,1     |
| 10.   | Riccardo Stärker    | GER  | 188,5        | 18:37,4 min | +3:07,2     |

Datum: 1. März 2008

Es gingen 28 Schüler an den Start, die alle in die Wertung kamen. Den besten Sprung zeigte Ronan Lamy Chappuis, der aus Bois-d’Amont stammt und dessen Vater Daniel Wettkampfleiter war. Die beste Laufleistung zeigte der Deutsche Michael Schuller vom WSV 08 Lauscha.

### Junioren (7,5km)
| Platz | Sportler             | Land | Sprungpunkte | Laufzeit    | Rückstand   |
| ----- | -------------------- | ---- | ------------ | ----------- | ----------- |
| 01.   | Otto Schall          | GER  | 250,0        | 25:12,5 min | 25:12,5 min |
| 02.   | Michael Schwemmbauer | GER  | 216,0        | 25:38,1 min | +2:41,6     |
| 03.   | Mattia Runggaldier   | ITA  | 191,0        | 24:45,1 min | +3:28,6     |
| 04.   | Paul Lejeune         | FRA  | 200,5        | 26:06,5 min | +4:12,0     |
| 05.   | Christoph Frey       | GER  | 175,0        | 24:46,6 min | +4:34,1     |
| 06.   | Mario Seidl          | AUT  | 213,0        | 27:41,9 min | +4:57,4     |
| 07.   | Christian Arlt       | GER  | 173,0        | 25:32,4 min | +5:27,9     |
| 08.   | Alen Turjak          | SLO  | 212,0        | 28:14,1 min | +5:33,6     |
| 09.   | Daniel Göllner       | GER  | 172,5        | 25:47,1 min | +5:44,6     |
| 10.   | Charles Bailly Basin | FRA  | 185,0        | 27:21,0 min | +6:28,5     |

Datum: 1. März 2008

Es gingen 23 Junioren an den Start, die alle in die Wertung kamen. Den besten Sprung zeigte der spätere Sieger Otto Schall, während der Italiener Mattia Runggaldier die beste Laufleistung zeigte.

### Team (4 × 3,3km)
| Platz | Sportler                                                           | Land    | Laufzeiten  | Rückstand   |
| ----- | ------------------------------------------------------------------ | ------- | ----------- | ----------- |
| 01.   | Manuel Faißt Christoph Frey Michael Schwemmbauer Otto Schall       | GER I   | 38:30,0 min | 38:30,0 min |
| 02.   | Tobias Haug Christian Arlt Michael Schuller Stephan Bätz           | GER II  | 38:50,8 min | +2:45,8     |
| 03.   | Matthias Hochegger Mario Seidl David Pommer Markus Muschet         | AUT I   | 39:58,6 min | +3:58,6     |
| 04.   | Riccardo Stärker Daniel Göllner Max Häfele Marc-André Möhring      | GER III | 39:21,7 min | +4:40,7     |
| 05.   | Niklas Gutknecht Alexander Brandner Kevin Zotter Franz-Josef Rehrl | AUT II  | 40:49,2 min | +4:42,2     |

Datum: 2. März 2008

Es waren 12 Teams gemeldet, jedoch ging ein slowenisches Team nicht an den Start.

## Skispringen Frauen
| Platz | Sportlerin        | Land | Weite 1 | Weite 2 | Punkte |
| ----- | ----------------- | ---- | ------- | ------- | ------ |
| 01.   | Magdalena Schnurr | GER  | 079,5 m | 080,5 m | 241,6  |
| 02.   | Evelyn Insam      | ITA  | 077,0 m | 077,5 m | 226,0  |
| 03.   | Caroline Espiau   | FRA  | 072,5 m | 077,0 m | 205,5  |
| 04.   | Simona Senoner    | ITA  | 069,0 m | 073,0 m | 198,0  |
| 05.   | Verena Pock       | AUT  | 067,0 m | 073,0 m | 193,6  |
| 06.   | Špela Rogelj      | SLO  | 070,0 m | 071,0 m | 191,8  |
| 07.   | Svenja Würth      | GER  | 064,0 m | 069,0 m | 174,7  |
| 08.   | Ramona Straub     | GER  | 065,0 m | 065,5 m | 169,7  |
| 09.   | Coline Mattel     | FRA  | 063,5 m | 064,5 m | 164,7  |
| 10.   | Léa Lemare        | FRA  | 063,0 m | 054,5 m | 131,1  |

Datum: 1. März 2008

Es gingen 14 Athletinnen an den Start, die alle in die Wertung kamen.

## Skispringen Männer

### Schüler
| Platz | Sportler         | Land | Weite 1 | Weite 2 | Punkte |
| ----- | ---------------- | ---- | ------- | ------- | ------ |
| 01.   | Stefan Kraft     | AUT  | 077,0 m | 076,5 m | 227,8  |
| 02.   | Urban Sušnik     | SLO  | 071,5 m | 074,5 m | 207,8  |
| 03.   | Thomas Lackner   | AUT  | 072,0 m | 070,5 m | 199,1  |
| 04.   | Benjamin Raffort | FRA  | 069,0 m | 072,5 m | 197,4  |
| 05.   | Daniel Weiss     | GER  | 070,5 m | 071,0 m | 196,9  |
|       | Karl Geiger      | GER  | 071,5 m | 070,5 m | 196,9  |
| 07.   | Matic Benedik    | SLO  | 069,5 m | 071,5 m | 194,8  |
| 08.   | Matevž Slatnišek | SLO  | 068,0 m | 073,5 m | 192,9  |
| 09.   | Björn Fischer    | SUI  | 071,0 m | 068,5 m | 191,5  |
| 10.   | Aleš Hlebanja    | SLO  | 069,0 m | 070,0 m | 190,9  |

Datum: 1. März 2008

Es waren 33 Schüler gemeldet, von denen einer nicht an den Start ging.

### Junioren
| Platz | Sportler         | Land | Weite 1 | Weite 2 | Punkte |
| ----- | ---------------- | ---- | ------- | ------- | ------ |
| 01.   | Stephan Leyhe    | GER  | 078,0 m | 079,0 m | 239,0  |
| 02.   | Vital Anken      | SUI  | 073,5 m | 077,5 m | 223,8  |
| 03.   | Luka Leban       | SLO  | 071,5 m | 079,5 m | 221,8  |
|       | Lukas Müller     | AUT  | 072,0 m | 079,0 m | 221,8  |
| 05.   | Jan Mayländer    | GER  | 073,5 m | 076,5 m | 219,1  |
| 06.   | Christof Stauder | AUT  | 070,0 m | 078,5 m | 217,3  |
| 07.   | Peter Prevc      | SLO  | 070,0 m | 078,0 m | 216,7  |
| 08.   | Aleš Oblak       | SLO  | 073,0 m | 075,5 m | 213,8  |
| 09.   | Samuel Costa     | ITA  | 066,5 m | 078,5 m | 206,6  |
| 10.   | Thomas Diethart  | AUT  | 068,0 m | 074,5 m | 200,1  |

Datum: 1. März 2008

Es waren 20 Junioren gemeldet, die alle in die Wertung kamen.

### Team
| Platz | Sportler                                                   | Land   | Weite 1                         | Weite 2                         | Punkte |
| ----- | ---------------------------------------------------------- | ------ | ------------------------------- | ------------------------------- | ------ |
| 01    | Stefan Kraft Christof Stauder Lukas Müller Thomas Diethart | AUT I  | 077,0 m 070,0 m 072,0 m 068,0 m | 076,5 m 078,5 m 079,0 m 074,5 m | 867,0  |
| 02    | Urban Sušnik Aleš Oblak Luka Leban Peter Prevc             | SLO I  | 071,5 m 073,0 m 071,5 m 070,0 m | 074,5 m 075,5 m 079,5 m 078,0 m | 860,1  |
| 03    | Daniel Weiss Karl Geiger Stephan Leyhe Jan Mayländer       | GER I  | 070,5 m 071,5 m 078,0 m 073,5 m | 071,0 m 070,0 m 079,0 m 076,5 m | 851,9  |
| 04    | Vital Anken Gauillaume Berney Pascal Sommer Sascha Dürr    | SUI I  | 073,5 m 068,0 m 070,0 m 064,0 m | 077,0 m 069,5 m 070,0 m 071,0 m | 787,6  |
| 05    | Jaka Hvala Aleš Hlebanja Rok Justin Nejc Dežman            | SLO II | 067,5 m 069,0 m 067,0 m 065,0 m | 067,5 m 070,0 m 067,0 m 070,0 m | 730,0  |

Datum: 2. März 2008

Alle zwölf gemeldeten Teams kamen in die Wertung.